# Eleonora Reytharová
Eleonora Reytharová (* 3. září 1939 Sibřina u Prahy) je šperkařka, průmyslová návrhářka a výtvarnice Studia Ypsilon v Liberci

## Život
Eleonora Reytharová se narodila 3. září 1939 v Sibřině u Prahy.	Absolvovala Střední průmyslovou školu šperkařskou v Jablonci nad Nisou (1954-1958) a poté v letech 1961-1967 studovala na Vysoké škole uměleckoprůmyslové v Praze v sochařském ateliéru prof. J. Malejovského a v ateliéru kov a šperk prof. Jana Nušla.
Od r. 1967 působila jako designérka bižuterie v Jablonci nad Nisou, později jako výtvarnice Divadla Ypsilon v Liberci. Od počátku 70. let je ve svobodném povolání. V letech 1990-1994 pedagožka Středního výtvarného učiliště textilního v Liberci, 1994-1995 Právnické akademie v Liberci a 1995-1999 Střední umělecké školy ve Frýdlantu v Čechách. Členka skupiny Sextagon a Sdružení výtvarníků kov - šperk.
Zúčastnila se I. a II. symposia Kov a šperk v Jablonci nad Nisou v letech 1968 a 1971, sympozií Šperk a drahokam v Turnově (1986, 1989, 1998) a I. a II. Trienále smaltu ve Frýdku Místku (1993, 1997). Šperky vystavovala v Londýně, Leningradu, Moskvě, Rize, Talinu, Mnichově, Salcburku, Curychu, Bukurešti, Sibiu, Budapešti, Coburgu.

## Dílo

### Šperky
Při tvorbě stříbrných šperků využívá techniku tvarování stříbrného drátu, který kombinuje s leštěným stříbrným plechem. Zpočátku se hlásila k české šperkařské škole, zejména svými stříbrnými obojky a kruhovými brožemi z konce 60. let. Součástí stříbrných šperků z lehce zvlněného plechu je volná struktura ohýbaného stříbrného drátku, stočeného do meandrů a nepravidelných změtí. V další tvorbě se pod vlivem konstruktivismu věnovala geometrickým tvarům, členěným horizontálními a vertikálními plasticky vystupujícími pásky. Kromě stříbra používá i ocel a jako jedna z mála českých výtvarnic se věnuje smaltovanému šperku s použitím jasně barevných emailů.

### Sochařská tvorba
Eleonora Reytharová je autorkou Pomníku padlým na vojenském hřbitově v Ruprechticích (spoluautoři J. Šesták, J. Nepasický), několika medailí, pamětních desek a spoluautorkou reliéfů a památníků v architektuře v severních Čechách (Poutač pro autokemp Pavlovice, OV KSČ, Děčín, s M. Netoličkou,  Památník V.I. Lenina v Podbořanech)

### Zastoupení ve sbírkách
- Muzeum skla a bižuterie v Jablonci nad Nisou
- Uměleckoprůmyslové museum, Praha
- Moravská galerie v Brně[8]
- Městská galerie, Brno
- Muzeum Českého ráje v Turnově
- Severočeské muzeum p.o., Liberec
- Vlastivědné muzeum, Olomouc

### Výstavy

#### Autorské
- 1980 Eleonora Reytharová, Galerie karolina Praha
- 1982 Eleonora Reytharová, Dílo, Liberec
- 1983 Eleonora Reytharová, Galerie ve věži, Mělník
- 1983 Eleonora Reytharová, Dílo, Opava, Dílo, Hradec Králové
- 1984 Eleonora Reytharová: Šperky, Galerie Karolina, Praha, Dílo, Ostrava
- 1985 Eleonora Reytharová, Dílo Ústí nad Labem
- 1987 Eleonora Reytharová, Výstavní síň Emila Filly, Ústí nad Labem
- 1992 Eleonora Reytharová, Malá výstavní síň, Liberec
- 1993 Eleonora Reytharová, Galerie Dengel, Reutte, Rakousko, Suiss, Itálie

#### Kolektivní (výběr)
- 1968 Stříbrný šperk 1968: Výstava výsledků I. mezinárodní symposium Jablonec nad Nisou, Galerie Václava Špály, Praha
- 1968 Kov a šperk, Galerie na Betlémském náměstí, Praha
- 1968 Jablonec 68: Mezinárodní výstava bižuterie, Výstaviště, Jablonec nad Nisou
- 1968 Stříbrný šperk 1968: Výstava výsledků I. mezinárodní symposium Jablonec nad Nisou, Muzeum skla a bižuterie v Jablonci nad Nisou
- 1971 Stříbrný šperk 1971, výstava vysledků II. symposium, Jablonec nad Nisou
- 1973 Bijuterii moderne din R.S. Cehoslovacă, Sala Ateneului Român (Ateneul Român), Bukurešť
- 1978 Soudobý československý šperk, Muzeum skla a bižuterie v Jablonci nad Nisou
- 1983 Súčasný československý umelecký šperk, Galéria Miloša Alexandra Bazovského v Trenčíne
- 1983 Český šperk 1963-1983, Středočeské muzeum, Roztoky
- 1984 Současné umění Liberecka, Malba, kresba, grafika, objekty, šperk, sklo, Ústřední kulturní dům železničářů (ÚKDŽ), Praha
- 1985 Současný československý email, Atrium na Žižkově - koncertní a výstavní síň, Praha
- 1990 Kov a šperk: Oborová výstava, Galerie Václava Špály, Praha
- 1994 Individuální šperk, komorní plastika, Muzeum skla a bižuterie v Jablonci nad Nisou
- 1997 2. mezinárodní trienále smaltu, Zámek Frýdek-Místek, Frýdek-Místek
- 2018 Jablonec ’68, Die Neue Sammlung: The International Design Museum Munich (Staatliches Museum für angewandte Kunst), Mnichov
- 2018 Jablonec 68: Der Ost-West-Schmuckgipfel, Bröhan-Museum, Berlín
- 2020 Kaleidoskop vkusu: Československá bižuterie na výstavách 1948-1989, Muzeum skla a bižuterie v Jablonci nad Nisou

### Katalogy

#### Autorské
- Antonín Langhamer: Eleonora Reytharová, Mělník 1983
- Eleonora Reytharová: Šperky, Dílo - podnik Českého fondu výtvarných umění 1984
- Antonín Langhamer: Eleonora Reytharová, SČVU, Ústí nad Labem 1987

#### Kolektivní
- Věra Vokáčová, Stříbrný šperk 1968 (Výstava výsledků I. mezinárodního symposia v Jablonci n. N.), 1968
- Věra Vokáčová, Kov a šperk, 1968
- Věra Vokáčová, Stříbrný šperk 1971 (Výstava výsledků II. symposium Jablonec n. N.), 1971
- Věra Vokáčová, Dagmar Hejdová, Bijuterii moderne din R.S. Cehoslovacă, Bukurešť 1973
- Věra Vokáčová, Věra Maternová, Soudobý československý šperk, Muzeum skla a bižuterie v Jablonci nad Nisou 1978
- Věra Vokáčová, Marián Kvasnička, Súčasný československý umelecký šperk, Galéria Miloša Alexandra Bazovského v Trenčíne 1983
- Marcela Pánková, Současné umění Liberecka (Malba, kresba, grafika, objekty, šperk, sklo), ÚKDˇ6 Praha 1984
- Věra Vokáčová, Současný československý email, Atrium na Žižkově - koncertní a výstavní síň, Praha 1985
- Věra Vokáčová, Kov a šperk: Oborová výstava, Unie výtvarných umělců České republiky 1990
- Olga Szymanská, Individuální šperk, komorní plastika, Muzeum skla a bižuterie v Jablonci nad Nisou 1994
- Dana Stehlíková a kol., 2. mezinárodní trienále smaltu (Sochy, objekty, obrazy, šperky, užité umění vystavuje 35 autorů z České republiky, Slovenské republiky a Rakouska), Muzeum Beskyd Frýdek-Místek 1997
- Jana Břízová a kol., 3. mezinárodní trienále smaltu, Muzeum Beskyd Frýdek-Místek 2000
- Angelika Nollert (ed.), Jablonec '68 : erstes Gipfeltreffen der Schmuckkünstler aus Ost und West . Stuttgart: arnoldsche Art Publishers 2018, ISBN 9783897905191

### Souborné publikace
- Věra Vokáčová, Současný šperk, Odeon, 1979
- Věra Vokáčová, Český šperk 1963-1983, Středočeské muzeum, Roztoky 1983
- František Hora, Severočeští výtvarníci, 141 s., Severočeské nakladatelství, Ústí nad Labem 1986
- Alena Křížová, Proměny českého šperku na konci 20. století, Academia, Praha 2002, ISBN 80-200-0920-5
- Iva Knobloch Janáková, Radim Vondráček (eds.), Design v českých zemích 1900-2000, Uměleckoprůmyslové museum, Nakladatelství Academia 2016, ISBN 978-80-200-2612-5 (Acad.), ISBN 978-80-7101-157-6 (UPM)